# Liste der Naturschutzgebiete im Ortenaukreis
Im Ortenaukreis gibt es 23 Naturschutzgebiete. Für die Ausweisung von Naturschutzgebieten ist das Regierungspräsidium Freiburg zuständig. Nach der Schutzgebietsstatistik der Landesanstalt für Umwelt, Messungen und Naturschutz Baden-Württemberg (LUBW) stehen 3.109,84 Hektar der Landkreisfläche unter Naturschutz, das sind 1,68 Prozent.
| Name                             | Bild            | Kennung               | Einzelheiten | Position | Fläche Hektar | Datum         |
| -------------------------------- | --------------- | --------------------- | --- | -------- | ------------- | ------------- |
| Schliffkopf                      |                 | 3.013 WDPA: 4408      | Oppenau, Ottenhöfen im Schwarzwald Typische Landschaft des Grindenschwarzwaldes, ausgedehnte Wälder, Legforchenbestände, Buhlbachsee (Karsee); zum Teil Schonwald. Der Geltungsbereich wurde durch § 19 Nationalparkgesetz auf die Flächen außerhalb des Nationalparks reduziert. | ⊙        | 125,1         | 7. Okt. 1986  |
| Hoher Geisberg                   | BW              | 3.030 WDPA: 81914     | Schuttertal Porphyr-Scherbenhalde im Schwarzwald; Westhang des Hohen Geisberges (726 m); alle Stadien von Degradationswäldern durch Schäl- und Reutfeldbetrieb entstanden, entsprechend Vorkommen von Eichenschälwaldgestrüpp (Weißdorn und Schlehe mit Hasel und Hartriegel) und Birken-Haselwälder des Reutfeldbetriebes, mit Entwicklungstendenz zum Buchen-Tannenwald; Vorkommen von Stechpalme und Mehlbeere. | ⊙        | 21,0          | 27. Feb. 1940 |
| Sauscholle                       |                 | 3.051 WDPA: 82500     | Neuried (Baden) Alte verlandete Rheinschlinge mit einigen offenen Wasserflächen, Großseggenriede und ausgedehnte Flachmoorwiesen. An trockeneren Stellen basiphile Pfeifengraswiesen, stellenweise Zwergbinsen-Gesellschaften. An den trockenen Sandrücken Halbtrockenrasen und Sanddorn-Berberitzen-Gebüsch. | ⊙        | 29,2          | 15. Juni 1956 |
| Langwald                         | BW              | 3.053 WDPA: 164372    | Hohberg Eschen-Ulmen-Auwald und Sumpfauenwald in der Schotterniederung, einer flachen Talsenke der oberrheinischen Niederterrasse. | ⊙        | 34,5          | 9. Mai 1957   |
| Glaswaldsee                      |                 | 3.057 WDPA: 555552350 | Bad Peterstal-Griesbach Nichtverlandeter Karsee im westlichen Schwarzwald im Bereich des Mittleren Buntsandsteins. An den über 100 m hohen und steilen, teilweise felsigen Hängen steht Fichtenwald mit z. T. urwaldartigem Charakter; an weniger steilen Hängen Tannenmischwald. Reiche Moos- und Flechtengesellschaften auf den teilweise überrieselten Felsen sowie auf den Steinblöcken der Hänge. | ⊙        | 21,9          | 2. März 1960  |
| Gottschlägtal-Karlsruher Grat    | Karlsruher Grat | 3.090 WDPA: 81742     | Ottenhöfen im Schwarzwald Das Gottschlägtal mit Edelfrauengrab und Karlsruher Grat (Eichhaldenfirst) ist eine landschaftlich sehr reizvolle Gegend am Westhang des Vogelkopfes und Melkereikopfes. Der Karlsruher Grat ist eine der wildesten Felspartien im nördlichen Schwarzwald mit einem sehr interessanten, z. T. sehr kleinflächigen Vegetationsmosaik an den Felswänden. | ⊙        | 150,9         | 11. Dez. 1975 |
| Waldmatten                       | BW              | 3.145 WDPA: 166150    | Schwanau Feuchtgebiet mit Streuwiesen und Großseggenrieden als Nahrungs-, Brut- und Rastgebiet vieler gefährdeter und zum Teil vom Aussterben bedrohter Vogelarten. | ⊙        | 58,8          | 15. Mai 1985  |
| Roßwört                          | BW              | 3.170 WDPA: 165225    | Kehl Altrheinarm mit typischen Lebensgemeinschaften; hohe ökologische Bedeutung; Lebensraum zahlreicher seltener, z. T. vom Aussterben bedrohter Tier- und Pflanzenarten. | ⊙        | 13,4          | 10. Okt. 1989 |
| Elzwiesen                        |                 | 3.174 WDPA: 162939    | Rust (Baden), Kenzingen, Rheinhausen (Breisgau) Erhaltung eines großflächigen Wiesengebietes entlang der Elz als kulturhistorisches Dokument einer alten Bewirtschaftungsform (Wiesenwässerung) und als Lebensraum für mehrere seltene und gefährdete Tierarten, insbesondere von in den Wiesen brütenden Vogelarten. Rast- und Nahrungsgebiet für Durchzügler. | ⊙        | 410,5         | 6. Nov. 1990  |
| Hornisgrinde-Biberkessel         |                 | 3.186 WDPA: 163798    | Sasbach, Sasbachwalden Naturraum von besonderer Eigenart; die eindrucksvollste Karbildung des Nordschwarzwaldes mit Karwand, verlandete Karseen, Moränenwälle. Herausragende vegetationskundliche Bedeutung hat die Grindenvegetation mit Rasenbinsen-Hochmooren, die Glazialrelikte der steilen Karwand; Hochmoorvegetation der Karseen; erd- und landschaftsgeschichtliche Bedeutung. | ⊙        | 95,0          | 18. März 1992 |
| Hinterwörth-Laast                | BW              | 3.187 WDPA: 163693    | Rheinau (Baden) Von Rhein und Rench gebildete Niederung; ehemalige Flussschlingen, Altwasser, Auenwälder und ökologisch wertvolle Grünlandformen. | ⊙        | 82,4          | 14. Apr. 1992 |
| Altwasser Goldscheuer            | BW              | 3.197 WDPA: 162134    | Kehl Altrheinarm mit angrenzenden Flächen als Lebensraum zahlreicher, zum Teil vom Aussterben bedrohter Tier- und Pflanzenarten in für die Rheinaue typischen Lebensgemeinschaften; naturhafter Landschaftsteil von besonderer Eigenart und Schönheit. | ⊙        | 6,1           | 7. Nov. 1993  |
| Mittelgrund Helmlingen           |                 | 3.208 WDPA: 164634    | Rheinau (Baden) Für die Rheinaue charakteristische Wälder, Gewässer und Uferzonen als Lebensraum vielfältiger Tier- und Pflanzengesellschaften mit seltenen und im Bestand bedrohten Arten; naturhafter Landschaftsteil von besonderer Eigenart und Schönheit; Studienobjekt für die Wissenschaft. Dem Schutzzweck entspricht auch die Wiederherstellung auetypischer Standortverhältnisse. | ⊙        | 102,9         | 24. Mai 1995  |
| Talebuckel                       | BW              | 3.209 WDPA: 165816    | Offenburg Kleinräumiges Biotopmosaik im hügeligen Gelände der Vorbergzone mit ungedüngtem Grünland, Feldgehölzen, vielgestaltigen Waldrändern, Streuobstbeständen, Feuchtgebieten unterschiedlicher Art und Lößanrissen; naturhafter Landschaftsteil von besonderer Vielfalt, Eigenart und Schönheit; Forschungsobjekt für die Naturwissenschaften, insbesondere die Biologie; ehemaliger Truppenübungsplatz. | ⊙        | 37,5          | 25. Mai 1995  |
| Salmengrund                      |                 | 3.211 WDPA: 165287    | Meißenheim, Neuried (Baden) Für die Rheinaue charakteristische Gewässer, Uferzonen und Wälder; Lebensraum zahlreicher gebietsspezifischer Pflanzen- und Tiergemeinschaften; die Wiederherstellung auetypischer Standortverhältnisse und die Zulassung auetypischer Entwicklungen entsprechen dem Schutzzweck. | ⊙        | 184,9         | 22. Sep. 1995 |
| Saure Matten                     |                 | 3.214 WDPA: 165342    | Ettenheim Abschnitt des Seltenbach-Tales mit großer, ökologisch bedeutsamer Strukturvielfalt, insbesondere Feuchtbereiche, Wiesen, Streuobstbestände und trockene Hanglagen; Lebensraum seltener und z. T. hochgradig gefährdeter Tier- und Pflanzenarten. | ⊙        | 18,5          | 22. Sep. 1995 |
| Thomasschollen                   |                 | 3.217 WDPA: 165879    | Meißenheim, Schwanau Für die Rheinaue typische Gewässer, Uferzonen, Halbtrockenrasen und Wälder; naturhafter Landschaftsteil von besonderer Eigenart und Schönheit; Studienobjekt für die Wissenschaft; gebietsspezifische natürliche Lebensgemeinschaften; dem Schutzzweck entspricht auch die Wiederherstellung auetypischer Standortverhältnisse und die Zulassung auetypischer Entwicklungen. | ⊙        | 219,4         | 5. Feb. 1996  |
| Sundheimer Grund                 | BW              | 3.228 WDPA: 165805    | Kehl, Willstätt Altrheinarm mit Teichrosenbeständen, Schilfröhricht, Großseggenrieden, Ufergehölzen, sowie angrenzende Wiesen, Streuwiesen und feuchte Hochstaudenflächen; naturhafter Landschaftsteil mit für die Rheinaue typischen Lebensgemeinschaften; Rastplatz für überwinternde und durchziehende Vogelarten. | ⊙        | 20,2          | 20. Nov. 1996 |
| Eckenfels                        | BW              | 3.232 WDPA: 162838    | Oppenau Für den Naturraum einzigartiges Felsmassiv mit Blockschutthalden und umgebende naturnahe Wälder, als Gebiet mit Beispielen für eine besondere historische Waldnutzung (ehemalige Eichenschälwälder) und eine bäuerliche, naturnahe Waldwirtschaft (Femelwald); als Lebensraum für eine Vielzahl gefährdeter, zum Teil vom Aussterben bedrohter Tier- und Pflanzenarten. | ⊙        | 32,1          | 4. März 1997  |
| Taubergießen                     |                 | 3.233 WDPA: 165837    | Rheinhausen, Rust (Baden), Kappel-Grafenhausen Rheinauenlandschaft, die heute nur noch teilweise überflutet wird, mit dem Restrhein, der überfluteten Innenrheinmündung, den Altrheinarmen, Gießen, Uferzungen, Wäldern, Pfeifengraswiesen, Wiesen, trockenen Magerrasen und Hochwasserdämmen als Lebensraum zahlreicher charakteristischer Tier- und Pflanzengesellschaften mit seltenen, zum Teil vom Aussterben bedrohten Tier- und Pflanzenarten. Demonstrations- und Forschungsobjekt mehrerer naturwissenschaftlicher Disziplinen. Die Maßnahmen im Rahmen des Integrierten Rheinprogrammes zur regelmäßigen Wiederüberflutung auf einem Teil der ehemaligen Überflutungsaue und zur Verbesserung der Überflutungen in der bestehenden Überflutungsaue dienen dem Schutzzweck. Teilweise Bannwald und Schonwald. | ⊙        | 1.695,7       | 8. Apr. 1997  |
| Unterwassermatten                |                 | 3.237 WDPA: 166032    | Hohberg, Schutterwald, Neuried (Baden) Größere, zusammenhängende, von natürlichen und künstlichen Gewässern durchflossene Wiesenlandschaft in der Oberrheinebene mit hohen Grundwasserständen und gelegentlichen Überflutungen von Teilflächen; Lebensraum mehrerer gebietsspezifischer, teilweise gefährdeter Tier- und Pflanzenarten; Brut-, Durchzugs- und Überwinterungsgebiet zahlreicher Vogelarten. | ⊙        | 324,2         | 10. Okt. 1997 |
| Schlossberg-Hauberg              |                 | 3.254 WDPA: 165421    | Hornberg, Triberg im Schwarzwald Steile Berghänge mit Felsen, Block(schutt)halden und weitgehend naturnahen Wäldern; Zeugnis historischer Waldbewirtschaftungsformen (Niederwälder und Eichenschälwälder). | ⊙        | 106,9         | 20. Jan. 2000 |
| Dörlinbacher Grund-Münstergraben | BW              | 3.272 WDPA: 378064    | Ettenheim, Ringsheim, Kappel-Grafenhausen Drei Wiesentäler am Westrand des Schwarzwaldes östlich von Ettenheimmünster mit vielfältigen Wiesentypen vor allem feuchter bis nasser Prägung – insbesondere Waldbinsenwiesen, Pfeifengraswiesen und Glatthaferwiesen – und dazugehörigen Fließgewässern sowie ihrer Fauna, insbesondere gefährdeten Schmetterlings-, Libellen- und Heuschreckenarten. | ⊙        | 34,6          | 31. Jan. 2006 |
| Legende für Naturschutzgebiet    |                 |                       | |          |               |               |